# Vayu
Vayu [ʋaːju] (sanskrt वायु) bog je vjetra u hinduističkoj mitologiji. Njegova su druga imena Anil, Vyān („zrak”), Vāta („zračni element”), Tanun, Pavan i Prāṇa („dah”). Ušao je u šintoizam i japanski budizam pod imenom Fūten. Vayuove supruge su Bharati (oblik velike božice Sarasvati) i Svasti, dok su mu duhovni sinovi Hanuman i Bhima.
Ovaj je bog opisan u hinduističkim himnama kao „moćan”, „junačan” i „iznimno lijep”.
Prema legendama, mudrac Madhvacharya bio je inkarnacija Vayua.

## Poveznice
- Vayu-Vata
- Rudra